# Edwin Bechstein
Pour les articles homonymes, voir Bechstein (homonymie).
Edwin Bechstein est un industriel allemand devenu proche d'Adolf Hitler, né le 11 février 1859 à Berlin et mort le 15 septembre 1934 à Berchtesgaden.

## Biographie
Avec ses frères Carl et John Edwin, il reprend la célèbre fabrique de pianos léguée par leur père à sa mort : la « C. Bechstein Pianofortefabrik AG Berlin ». Carl dirige l'entreprise, et Edwin supervise la fabrication des instruments. John meurt en 1906. Edwin se retire en 1916 après un arrangement avec son frère, et lui laisse diriger la société. Il la reprend en 1923.
Avec son épouse, Helene, Edwin Bechstein est un admirateur de l'homme politique Adolf Hitler apparu dans les années 1920. Pendant son emprisonnement à la prison de Landsberg, Bechstein lui rend visite à six reprises. Après qu’il est libéré en 1924, Hitler achète une voiture de Benz & Cie, qu'il paie grâce à un prêt octroyé par le couple Bechstein : ce prêt est remboursé ultérieurement.
Edwin Bechstein met également son appartement à disposition de Hitler pour diverses réunions, dont l’une, le 29 janvier 1933, avec le général Kurt von Hammerstein, la veille de l’accession de Hitler au poste de chancelier du Reich.
Bechstein meurt l'année suivante à Berchtesgaden : son corps est remonté à Berlin, où le 20 septembre 1934 il a droit à des funérailles nationales en présence de Hitler et de dignitaires du nouveau régime, comme le ministre de l'Intérieur Wilhelm Frick.

## Sources
- (de) Cet article est partiellement ou en totalité issu de l’article de Wikipédia en allemand intitulé « Edwin Bechstein » (voir la liste des auteurs).